# Madison (Wirginia)
Madison – miasto w Stanach Zjednoczonych, w stanie Wirginia, w hrabstwie Madison.